# Championnat de Somalie de football 2022
Navigation
Edition précédente Edition suivante
La saison 2022 du Championnat de Somalie de football est la 49e édition du championnat de première division nationale. Les dix clubs engagés sont regroupés au sein d'une poule unique où ils s'affrontent à deux reprises au cours de la saison. À l'issue du championnat, les deux derniers du classement sont relégués et remplacés par les deux meilleurs clubs de deuxième division.
Le Horseed Football Club est le tenant du titre, Gaadiidka FC termine premier et remporte son premier titre de champion de Somalie.

## Participants
- Mogadiscio City Club
- Horseed Football Club
- Heegan Football Club
- Dekedaha Football Club
- Gaadiidka FC
- Sahafi Hotel  - Promu de Second Division
- FC  Badbaado - Promu de Second Division
- Elman Football Club - réadmis
- Jazeera SC - réadmis
- Midnimo FC - forfait
- Raadsan FC - forfait
- Jeenyo United FC - forfait

Avant le début de saison trois clubs déclarent forfait, les clubs devant être relégués après la saison précédente sont réintégrés. Le championnat se dispute avec neuf équipes. 

## Compétition

### Classement
Le classement est établi sur le barème de points classique (victoire à 3 points, match nul à 1, défaite à 0). Pour départager les égalités, on tient d'abord compte de la différence de buts générale, puis du nombre de buts marqués, puis des confrontations directes.
| Rang | Équipe                  | Pts | J  | G  | N | P  | Bp | Bc | Diff |
| ---- | ----------------------- | --- | -- | -- | - | -- | -- | -- | ---- |
| 1    | Gaadiidka FC            | 32  | 16 | 10 | 2 | 4  | 28 | 15 | +13  |
| 2    | Heegan Football Club    | 30  | 16 | 9  | 3 | 4  | 26 | 15 | +11  |
| 3    | Dekedaha Football Club  | 28  | 16 | 8  | 4 | 4  | 38 | 24 | +14  |
| 4    | Horseed Football Club T | 28  | 16 | 8  | 4 | 4  | 35 | 23 | +12  |
| 5    | Elman Football Club     | 25  | 16 | 7  | 4 | 5  | 30 | 23 | +7   |
| 6    | Mogadiscio City Club    | 18  | 16 | 5  | 3 | 8  | 22 | 30 | -8   |
| 7    | FC Badbaado P           | 18  | 16 | 6  | 0 | 10 | 23 | 36 | -13  |
| 8    | Sahafi Hotel P          | 14  | 16 | 3  | 5 | 8  | 20 | 33 | -13  |
| 9    | Jazeera SC              | 9   | 16 | 2  | 3 | 11 | 11 | 34 | -23  |

|  | Qualification pour la Ligue des champions de la CAF 2023-2024                         |
|  | Qualification pour la Coupe de la confédération 2023-2024                             |
|  | Relégation directe en Second Division                                                 |
|  | T : Tenant du titre C : Vainqueur de la Coupe de Somalie P : Promu de Second Division |

## Bilan de la saison
| Championnat de Somalie de football 2022 |                          |
| Champion                                | Gaadiidka FC (1er titre) |
| Qualifications continentales            |                          |
| Ligue des champions de la CAF 2023-2024 | Gaadiidka FC             |
| Coupe de la confédération 2023-2024     |                          |
| Promotions et relégations               |                          |
| Promus en Premier League                |                          |
| Relégués en Second Division             |                          |